# Mikrowellenchemie
Die Mikrowellenchemie befasst sich mit der Verwendung von Mikrowellen in der chemischen Industrie sowie im Labor für Synthese oder Analyse.
Der wesentliche Vorteil von Mikrowellen zum Aufheizen besteht darin, dass die Chemikalien direkt sowie an allen Stellen zugleich erwärmt werden – und nicht über Gefäßwände und Konvektion mit dem Nachteil ungleichmäßiger Erwärmung mit Ausbildung kalter und überhitzter Stellen. Diese optimale Energieeintragung und Energieaufnahme führt zu geringeren Reaktionszeiten und reduziertem Energiebedarf. Darüber hinaus sind auch höhere Ausbeuten mit weniger Nebenprodukten möglich sowie eine hohe Reinheit der Reaktionsprodukte. Da man die Energiezufuhr sehr schnell regeln und auch stoppen kann, ergeben sich auch Sicherheitsvorteile.
Die für das Erhitzen von Wasser ausgelegten Haushalts-Mikrowellenherde sind aufgrund der Wellenlänge der verwendeten Mikrowellen nur für wässrige Lösungen oder Reaktionen mit Wasser nutzbar. Werden für das Erhitzen anderer Substanzen Geräte mit abweichenden Wellenlängen benötigt, sind diese ungleich anspruchsvoller und erfordern entsprechend hohe Kosten.
Beim Mikrowellendruckaufschluss wird eine Probe in einem geschlossenen System gleichmäßig erwärmt, Temperatur und Zeit können variiert werden. Dieser Aufschluss lässt sich für die Bestimmung des Gesamtmetallgehaltes in Staubproben im Arbeitsschutz anwenden. Dafür wurde ein neues Mikrowellen-Druckaufschlussverfahren im Institut für Arbeitsschutz der Deutschen Gesetzlichen Unfallversicherung (IFA) entwickelt und validiert: Die zu untersuchenden metallhaltigen Stäube werden auf Filtern abgeschieden, die enthaltenen Metalle aufgeschlossen und quantitativ analysiert. Metallarme Salpetersäure (65 %) dient als Aufschlussmittel. Dieser Aufschluss kann alternativ zum offenen Konventionsaufschluss eingesetzt werden, allerdings ist er nicht für alle Metalle geeignet, so zum Beispiel nicht für Antimon, Zinn und Wolfram.